# Ivan I. Aragonski
Ivan I. (27. prosinca 1350. – 19. svibnja 1396.) bio je kralj Aragonije, Valencije i Mallorce. Nasljednici su Ivana zvali „Ivan Lovac“ ili „Ljubitelj elegancije“. Na španjolskom kraljevo ime glasi Juan, a na aragonskom Chuan.
Ivan je bio sin i nasljednik Petra IV., dok je Ivanova majka bila Eleonora iz Kraljevine Sicilije. Rođen u Perpignanu, Ivan je volio poeziju, a zavladao je 6. siječnja 1387., odbacivši očevu politiku i okrenuvši se Kraljevini Francuskoj. Ivan je također bio u dobrom odnosu s Kastiljom i Navarom. Kraljev je brat bio Martin Aragonski, eventualni nasljednik.
Sa svojom prvom ženom, Martom d'Armagnac, Ivan je imao nekoliko djece, ali samo je kći Ivana nadživjela oca, smatrajući sebe kandidatom za tron, osporavajući pravo svome stricu. Ivanova je druga supruga također bila Francuskinja – Jolanda de Bar te je par imao samo jedno dijete koje je značajno nadživjelo oca, kćer Jolandu Aragonsku. Ta se kći udala za Ludovika II. Anžuvinskog, kralja Napulja.